# Fig Tree Pool
Der Fig Tree Pool ist ein See im Norden des australischen Bundesstaates Western Australia. 
Der See liegt im Verlauf des O’Donnell River.